# 悬花水锦树
悬花水锦树（学名：Wendlandia scabra var. dependens）为茜草科水锦树属下的一个变种。